# Bellechasse (district électoral du Canada-Uni)
Pour les articles homonymes, voir Bellechasse (homonymie).
Circonscription électorale provinciale du Canada
Bellechasse est un district électoral de l'Assemblée législative de la province du Canada.

## Liste des députés
| Années | Années      | Député                  | Affiliation                     |
| ------ | ----------- | ----------------------- | ------------------------------- |
|        | 1841 - 1842 | Augustin-Guillaume Ruel | Canadien-français antiunioniste |
|        | 1842 - 1844 | Abraham Turgeon         | Canadien-français               |
|        | 1844 - 1848 | Augustin-Norbert Morin  | Canadien-français               |
|        | 1848 - 1851 | Augustin-Norbert Morin  | Canadien-français               |
|        | 1851 - 1854 | Jean Chabot             | Réformiste                      |
|        | 1854 - 1858 | Octave-Cyrille Fortier  | Bleu                            |
|        | 1858 - 1861 | Octave-Cyrille Fortier  | Bleu                            |
|        | 1861 - 1863 | Édouard Rémillard       | Rouge                           |
|        | 1863 - 1867 | Édouard Rémillard       | Rouge                           |